# Ex pieve di Santa Maria a Pava

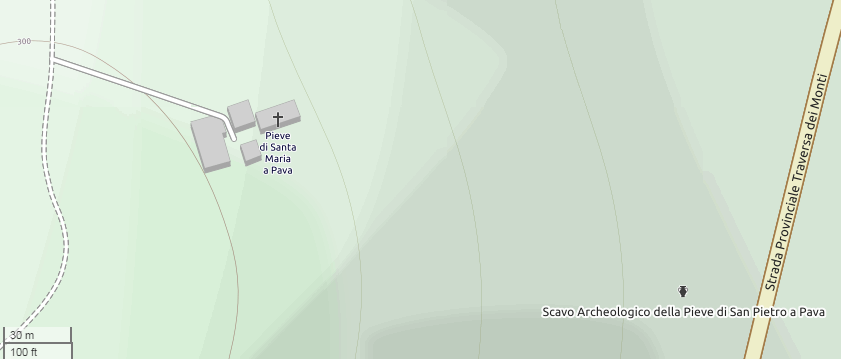
Mappa con indicati il sito archeologico dell'antica pieve di San Pietro a Pava e l'attuale ex pieve di Santa Maria a Pava

L'ex pieve di Santa Maria delle Nevi a Pava, più conosciuta come Santa Maria a Pava o pieve di Pava, è un luogo di culto cattolico sconsacrato situato in località Pieve a Pava, nel comune di Montalcino, in provincia di Siena.

## Storia
Tra la fine del IV secolo e l'inizio di quello successivo sorse, nei pressi del vicus romano di Pava, non lontano dal torrente Asso, una pieve dedicata a san Pietro apostolo; questa fu una delle diciannove chiese battesimali contese tra la diocesi di Arezzo e la diocesi di Siena a partire formalmente dal 711. Da essa dipendevano le chiese di San Pietro in Villore a San Giovanni d'Asso, di San Lorenzo a Monterongriffoli e di San Lorenzo a Vergelle.
La pieve di San Pietro, in stato di degrado già nel 1029, rimase in uso fino agli inizi del XIV secolo. Tuttavia, a partire dal 1170 circa, venne definitivamente sostituita nelle sue funzioni di chiesa plebana da una nuova più a monte e dedicata alla Madonna della Neve, già presente nel 1045 e ricostruita nella sua conformazione finale nella seconda metà del XII secolo. La pieve rimase sotto la giurisdizione della diocesi di Arezzo fino all'erezione della diocesi di Pienza e Montalcino (1462), all'interno del cui territorio andò a ricadere.
Nel 1598 la pieve di Santa Maria cessò la sua funzione di chiesa battesimale, cedendo il fonte alla chiesa di San Lorenzo a Vergelle e, dopo circa un secolo di contesa fra le famiglie Pannilini e Gori-Pannilini, divenne patronato di quest'ultima nel 1710; dalla seconda metà del secolo successivo, divenuta di proprietà della famiglia Accarigi, venne officiata dal pievano di San Lorenzo a Monterongriffoli, entro i confini della cui parrocchia sorgeva la dimora della nobile famiglia, per poi passare sotto la giurisdizione della pieve di San Giovanni Battista a San Giovanni d'Asso. Nel XVIII secolo la chiesa crollò parzialmente in seguito ad un terremoto e venne ripristinata con decorazioni barocche. A partire dalla fine degli anni 1980, dopo decenni di abbandono il complesso è stato oggetto di un importante intervento di restauro conservativo e trasformato in guest house; la chiesa, sconsacrata, è stata adibita a sala per eventi.

## Descrizione

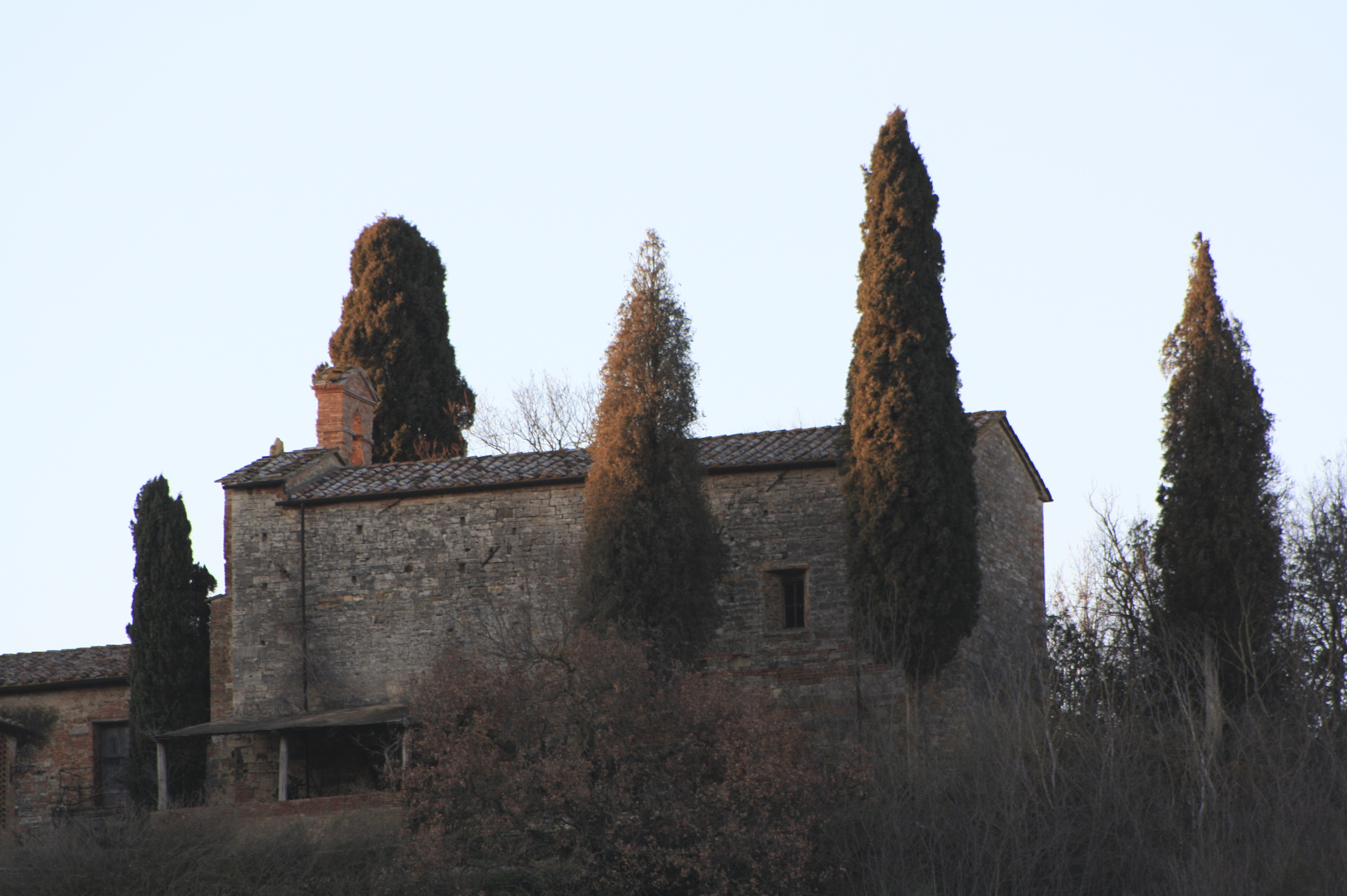
Veduta del fianco destro

Il borgo di Pieve a Pava (costituito dagli antichi podere, canonica e chiesa) sorge tra i borghi di Monterongriffoli e Vergelle, su un'altura che domina la valle dell'Asso, ad alcune decine di metri più a monte rispetto al sito dell'antica pieve di San Pietro.
Esternamente, la ex chiesa conserva chiaramente il suo aspetto medioevale; la slanciata facciata, in parte addossata all'edificio originariamente adibito a casa canonica, presenta un paramento murario misto, costituito da conci in travertino nella parte inferiore e da mattoncini in quella superiore. Il portale è preceduto da una ripida scalinata e sormontato da una lunetta semicircolare con affresco del XIV secolo raffigurante la Madonna col Bambino fra due santi; in asse con quest'ultimo si apre una monofora. Nella facciata è murato un capitello corinzio erratico grossolanamente scolpito con elementi vegetali ancora visibili solo in parte. Sulla destra del prospetto, vi è un campanile a vela in laterizio, con unica fornice ogivale e timpano triangolare.
L'interno della chiesa ha una semplice struttura a navata unica coperta con soffitto a doppio spiovente sorretto da capriate lignee a vista. L'area presbiterale, rialzata di un gradino rispetto al resto della chiesa, è introdotta da due lesene sporgenti dalle pareti laterali; a ridosso della parete di fondo, vi è una ricca decorazione plastica in stucco parzialmente dipinto a finto marmo, risalente ai restauri del XVIII secolo. Al centro vi è l'altare, con ancona costituita da due colonne composite lisce che sorreggono un timpano triangolare; originariamente al suo interno vi era una pala raffigurante la Madonna col Bambino con angeli serafini e una processione di vescovi, del XVII secolo, attribuita alla maniera di Astolfo Petrazzi. Ai lati dell'altare, entro due nicchie ad arco ancora visibili, vi erano altrettanti dipinti del XVIII secolo con Sant'Alberto e Sant'Andrea, attribuiti alla maniera di Giuseppe Nicola Nasini. Su una parete laterale vi era anche un polittico di Giovanni di Paolo del XV secolo al centro la Madonna col Bambino e nei comparti laterali, a partire da sinistra: Sant'Andrea apostolo; San Paolo apostolo; San Pietro apostolo e San Giovanni Battista; ciascun campo era sormontato da una cuspide raffigurante (a partire da sinistra) San Bernardino da Siena, San Francesco d'Assisi, Gesù, Sant'Agata martire e Santa Caterina da Siena. Lungo la parete di sinistra, nei pressi dell'altare, vi è una lapide con iscrizione del 1755 in memoria del beato Alberto da Chiatina, pievano di Santa Maria a Pava dal 1163 al 1175.
Della primitiva pieve dell'XI secolo sono ancora visibili alcuni resti: essi sono costituiti da alcuni blocchi lapidei facenti parte della muratura di una parete laterale della chiesa attuale e di una costruzione attigua, e dal perimetro in laterizio dell'abside semicircolare, a rasoterra.